# Línea de parentesco
Las líneas de parentesco son una forma de organizar los vínculos de parentesco consanguíneo, y están formadas por una serie consecutiva de grados de parentesco.
Es habitual el símil de una cadena, en la que cada pariente de la línea es un eslabón. Desde el punto de vista de una persona (ego), las líneas de parentesco se denominan de la siguiente manera:
- Línea recta[3] o directa[2]: la línea existente entre personas que descienden unas de otras de forma directa.
  - Línea recta descendiente:[3] liga a ego con los que descienden sucesivamente de él de manera directa: hijos, nietos, bisnietos, tataranietos
  - Línea recta ascendiente:[3] une a ego con aquellos de los que desciende de manera directa: padres, abuelos, bisabuelos, tatarabuelos
- Línea colateral[3] o transversal[3]: la que se establece entre personas que tienen un ascendiente común, sin descender una de la otra. Una línea colateral puede ser:
  - Línea colateral igual:[3] la que une dos o más consanguíneos que se encuentran al mismo número de grados de distancia del tronco común, hermanos, primos...
  - Línea colateral desigual:[3] cuando los consanguíneos de la línea están a diferente distancia en grados del tronco común, como tíos y sobrinos, por ejemplo.

o también:[cita requerida]
- Línea colateral preferente: hermanos y sobrinos (parientes en segundo y tercer grado, respectivamente).
- Línea colateral ordinaria: tíos, primos...

Esta clasificación de las líneas de parentesco procede de época clásica, y viene reflejada, de forma prácticamente literal a lo entendido en la actualidad, en las Siete Partidas de Alfonso X el Sabio:

Ley 2. Que cosa es linea, por do desciende, o sube el parentesco: e quantas lineas son.
Linea de parentesco es ayuntamiento ordenado de personas, que se tienen vnas de otras, como cadena, descendiendo de vna rayz; e facen entre si grados departidos [...] E como quier que en el començamento desta ley diximos, que cosa es linea; queremos que sepan los omes, que tres maneras son della. La primera es, vna linea que sube arriba; assi como padre, o abuelo, o bisabuelo, o trasabuelo, o donde arriba. La otra, que desciende; assi como fijo, o nieto, o visnieto, o trasnisnieto, o donde ayuso. La otra es que viene de trauiesso. E esta comiença en los hermanos, e de si desciente, por grado, en los fijos e en los nietos dellos, e en los otros que vienen de aquel linaje. E por esso es llamada esta linea de trauiesso; porque los que son en los grados della, non nascen vno del otro.
IV Partida «Que fabla de los desposorios e de los casamientos»,
Título VI «Del parentesco, e de la cuñadía, por que se embargan los casamientos».

Ley 3 . Los primos tienen autoridad sobre las primas, según ley 3 de la Constitución de Guatemala según decreto 7-20 (Esto es para proteger la vida de familiares) asi como también hay leyes para los tíos sobre los sobrinos.